# Programa de diseño web
Un programa de diseño de páginas web es un programa de computadora utilizado para crear, editar y actualizar las páginas web sitios web. El propósito de un programa de este tipo es hacer que sea más fácil para el diseñador trabajar con sitios y páginas de elementos a través de una interfaz gráfica de usuario que muestra los resultados deseados, por lo general de una manera WYSIWYG, mientras que la eliminación de la necesidad de que el diseñador a tener que trabajar con el código real que produce esos resultados (que incluye HTML o XHTML, CSS, Javascript, Photoshop y otros). Ejemplos de un programa de diseño web incluyen iWeb, Microsoft FrontPage, Adobe Dreamweaver y NetObjects Fusion, que son programas comerciales, y Amaya, el cual es un programa de código abierto. Muchos programas, como Microsoft Word que no se dedican al diseño web también tienen la capacidad de funcionar como un paquete de diseño web.
También existen los llamados content management system (CMS), como por ejemplo Wordpress, Joomla y Drupal. Mediante Themes o Plantillas permiten la rápida creación y edición de páginas web.